# To the Sky
To the Sky (początkowo Pobeda) – singel macedońskiej piosenkarki Tijany Dapčević napisany przez Darko Dimitrowa, Łazara Cwetkoskiego i Ełenę Risteską Iwanowską oraz wydany w 2014 roku.
Utwór został wybrany wewnętrznie przez krajowego nadawcę na propozycję reprezentującą Macedonię podczas 59. Konkursu Piosenki Eurowizji organizowanego w Kopenhadze w 2014 roku. Dapčević zaprezentowała go premierowo 22 lutego w programie Hit na mesecot. W maju numer został zaprezentowany przez Tijanę jako jedenasty w kolejności w drugim półfinale Konkursu Piosenki Eurowizji i zajął ostatecznie 13. miejsce z 33 punktami, przez co nie zakwalifikował się do sobotniego finału.
Oprócz anglojęzycznej wersji utworu piosenkarka nagrała numer także w języku macedońskim – „Tamu kaj što pripagjam”.

## Lista utworów
Digital download
1. „To the Sky (Where Do We Go Now)” – 3:14